# Övre norra Örnäs

Övre norra Örnäs är en by i Sorsele kommun. Byn ligger vid Vindelälven, cirka 10 km uppströms från Sorsele.